# Propaganda

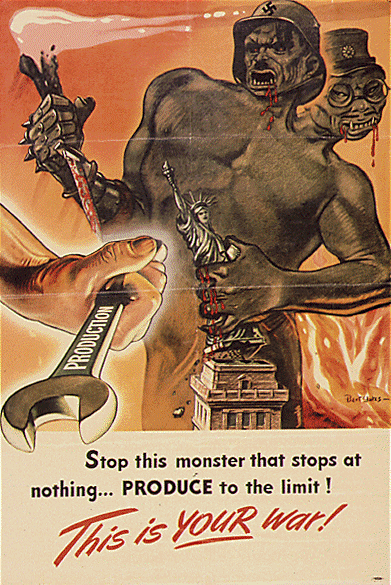
Americká propaganda. Plakát z druhé světové války představuje Německo a Japonsko jako monstrum, které lze zastavit pouze pomocí zvýšení průmyslové výroby

Propaganda (lat. propagare = rozhlašovat, rozšiřovat, rozmnožovat) je vnímána jako rozšiřování názorů a informací za účelem vyvolání anebo zesílení určitých postojů nebo jednání mas ovládaných skupinou, která dané mase vládne pomocí ideologie. Propaganda je nejčastěji systematické vytváření společenského ne/vědomí za účelem ovládání pod/vědomí davů pomocí prezentování systematicky uspořádaných, idejí (ideologie), teorií, názorů a doktrín.
Propagandu je možné (částečně) odlišit od jiných forem prezentace, ovlivňování nebo manipulace s veřejným míněním, tj. např. od propagace, agitace, reklamy, osvěty a public relations. Slovo propaganda má v současné době negativní konotace, přitom přibližně do konce druhé světové války bylo chápáno neutrálně jako jeden z prostředků udržení fungující demokracie.

## Původ slova
Slovo vzniklo z názvu úřadu Sacra congregatio de propaganda fide (tj. Posvátná kongregace pro šíření víry), což bylo kolegium kardinálů zodpovědných za misijní činnost katolické církve a potlačování vlivu reformace, které bylo založené roku 1622 papežem Řehořem XV. Za novodobý milník propagandy (teorie a studie o ní) se považuje vydání knihy stejného jména Edwardem Bernaysem v roce 1928.

## Definice propagandy
Přestože je tento termín hojně užíván, v politologických kruzích není jeho výklad dosud jednotný. Škálu, na které se nachází možné definice, lze ohraničit z jedné strany výrokem Jacqua Driencourta, že vše je propagandou, neboť vše v politické a ekonomické sféře se zdá být takto ovlivněno. Z druhé strany pak vidíme názor, že není možné vymezit přesnou definici pro tento termín.

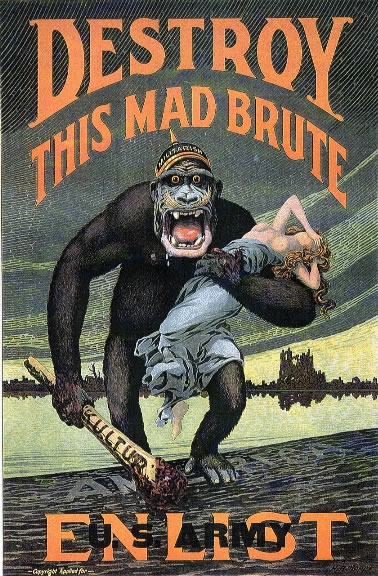
Americká protiněmecká propaganda z dob první světové války

Po první světové válce počíná výzkum širokého významu tohoto termínu, jako první se jím zabývá Edward Bernays, který propagandu popsal jako nástroj, díky "kterému mohou (lidé) bojovat za přínosné konce a pomáhají vyvést řád z chaosu". Frederick Lumley poznamenává, že propaganda zůstává propagandou, pokud není odhalena. Harold Lasswell tvrdí, že ji lze vytvářet jak nepozorovaně, tak s velkým mediálním ohlasem a popisuje ji jako "vytváření záměrně jednostranných prohlášení směrem k masovému publiku" a francouzský sociolog Jacques Ellul jako "soubor metod používaných organizovanou skupinou, která chce dosáhnout aktivní nebo pasivní účasti na svých činnostech od mas jednotlivců". Vědci se v každém případě shodují, že propaganda se zabývá ovlivňováním mínění a postojů člověka.
Druhým pohledem, jímž jde na propagandu nahlížet, je její smysl. Profesor psychologie Leonard W. Doob uvažování o smyslu považuje za irelevantní a jako hlavní faktor uvádí sugesci. Říká, že pokud jsou "jedinci řízeni pomocí sugesce, pak tento proces můžeme nazývat propagandou, bez ohledu na to, zda propagandista hodlá vykonávat kontrolu.“ Neméně důležitým přístupem je hodnocení z hlediska cíle propagandy. Definice Gartha Jowetta a Victorie O´Donnelové, kteří navazují na výzkumy výše zmíněných vědců, uvádí propagandu jako "úmyslný, systematický pokus o formování vnímání, manipulování poznaní a přímého chování k dosažení odezvy, která podporuje propagandistův záměr" Odborník na masovou komunikaci Josef Ftorek vymezuje propagandu jako "manipulaci médii s cílem dosažení společenské kontroly, a to zejména v politickém kontextu, kdy je spojována s úsilím politických hnutí, organizací a vlád". Dle něj v obecnějším pojetí představuje soustředěnou činnost jednotlivců nebo skupin, kteří působením na emoce a myšlení veřejnosti nebo konkrétní cílové skupiny kontrolují, řídí, tvoří či dle potřeby mění sdílené hodnoty, postoje, názory a chování jednotlivců nebo skupin, a to vše v souladu s úmysly a potřebami tvůrce či zadavatele zájmového sdělení.
V českém Slovníku mediální komunikace je charakterizována snaha propagandy "o formování světového názoru, o vytvoření žádoucího skupinového, třídního a celospolečenského vědomí a vzorů jednání. Jde o institucionalizované šíření více či méně systematicky uspořádaných idejí, teorií, názorů, doktrín či celých ideologií (zvl. světonázorových a politických), jejich tendenční vysvětlování, modifikace do podoby přizpůsobené aktuální situaci a přesvědčování lidí o jejich správnosti".
Propaganda je tedy záměrný pokus přesvědčit lidi, aby mysleli a jednali tak, jak si to přejí ti, kteří propagandu ve svém osobním zájmu vytvářejí. Je obvykle spojována s válkou a mocí. Lze ji odlišit od agitace, často postavené na ideálech i od zastrašování, které vyhrožuje hrubou silou. Ruku v ruce s propagandou jde vždy cenzura, která je rovněž postavena na zatajování informací.

## Mezinárodní právo
Mezinárodní právo stanovuje ilegalitu státní propagandy, pokud vyzývá k válce, podvrací, či pomlouvá. Co se týče zodpovědnosti států za činy jednotlivců, existují určité podmínky, za které by státy mohly být souzeny před mezinárodním soudem (např. pro shledání bezúhonnosti podněcování války), doposud však v praxi taková situace nenastala. Celkově je však zodpovědnost jednotlivce méně závažná, než zapojení celého státu do procesu. Někteří kritici tvrdí, že by se tato pravidla měla zpřísnit. 

## Metody

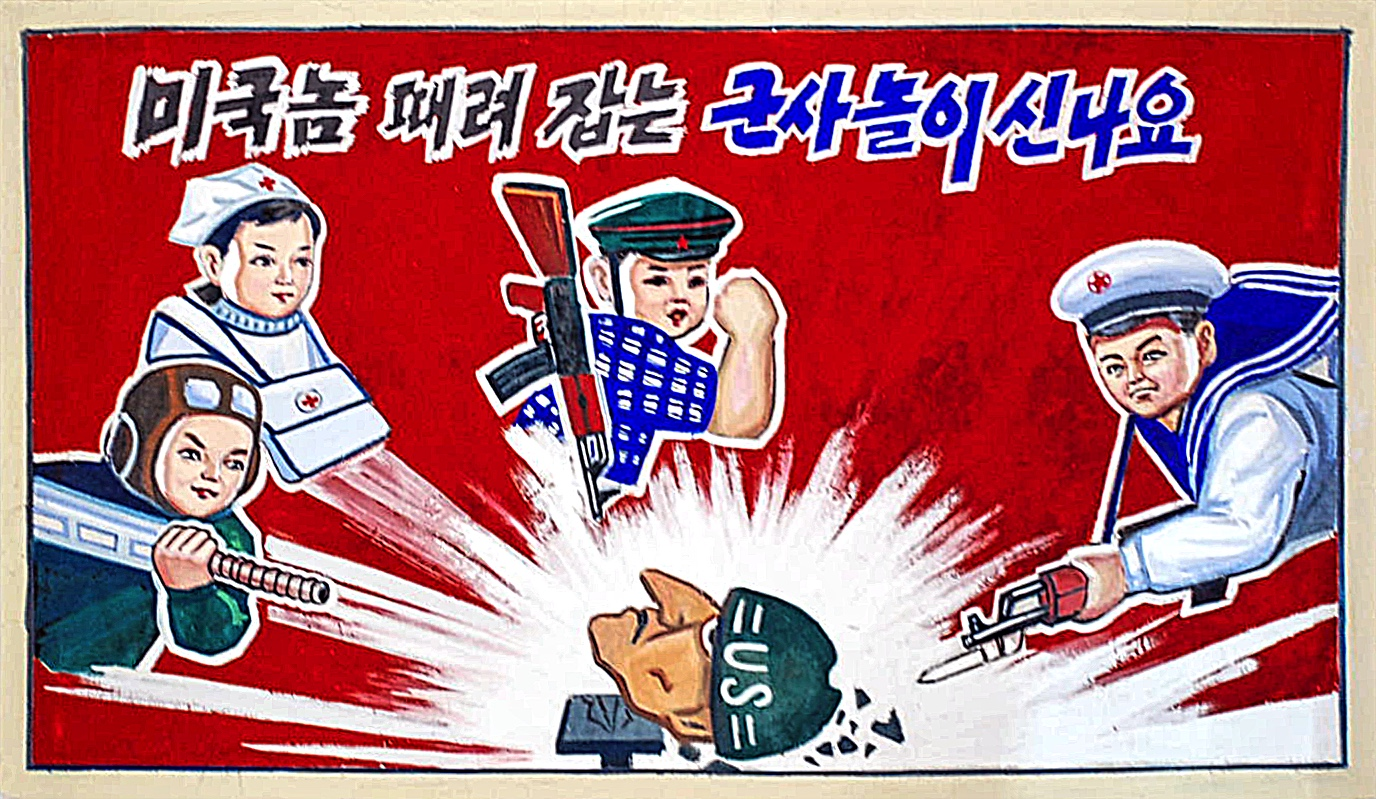
Severokorejská protiamerická propaganda určená pro školní děti

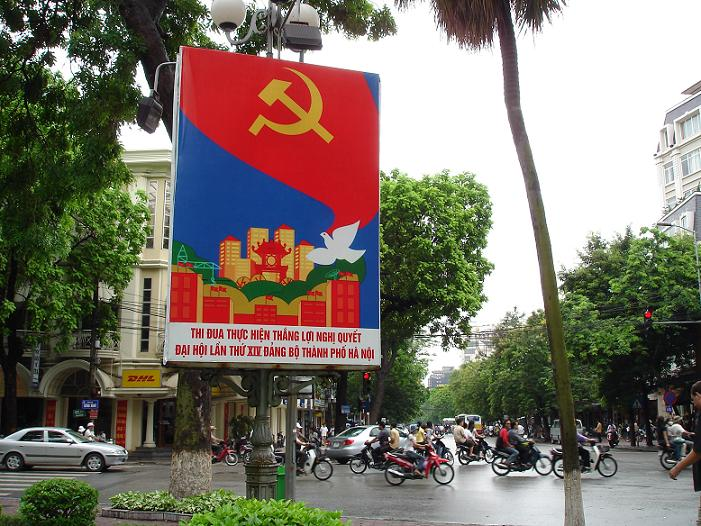
Propagandistický plakát vládnoucí komunistické strany v Hanoji ve Vietnamu

Přestože propagandisté mohou různým způsobem zkreslovat fakta, často se snaží prezentovat jako objektivní pozorovatelé skutečnosti. I vzdělávání, přestože je podstatou objektivní, může být použito jako nástroj propagandy.
Cílem nebo zdrojem propagandy mohou být jednotlivci, církve, různá zájmová sdružení a organizace, politické strany nebo vláda. Bez ohledu na cíl propaganda přesvědčuje s použitím vybraných racionálních argumentů nebo důrazem na emoce.
Kromě jiných forem se propaganda často projevuje jako „oslavná“ a „očerňující“. Cílem oslavné je vytvořit příznivý dojem na nějakou organizaci nebo vládu. Příkladem je například propaganda nacistického Německa ve 30. letech 20. století nebo propaganda oslavující úspěchy socialismu a KSČ v ČSSR. Druhou formou je propaganda „očerňující“. Příkladem je její působení během studené války (1946–1990), kdy veškeré sdělovací prostředky v socialistických státech používaly tuto formu propagandy. USA jako protiváhu vytvořily stanice Svobodná Evropa a Hlas Ameriky.
Newt Gingrich (*1943) ve své knize Jazyk: klíčový mechanismus ovládání zkoumal propagandu v souvislosti s jazykem jako jeho prostředkem. Vypracoval seznam slov vhodných k použití při očerňování protivníka a seznam slov užívaných pro pozitivní propagandu.
Mezi očerňující slova zahrnul:
| byrokracie destruktivní důsledky chorý ideologický krize | kolaps destrukce lačnost lež meze mělký | mrhání nejistý nemocný ničení ohrožení pohltit | přinutit radikál selhání zánik zneužití zrada |

Do množiny slov, které je vhodné používat pro pozitivní propagandu, zařadil:
| aktivní cenný debata důvěra chválit iniciativní | hnutí hrdý konflikt lidský mír morální | naslouchat naše nedotčenost odolnost odvaha pečovat | právo pravda prosperita princip rodina sen |

## Druhy propagandy

### Typologie vzniklá během 2. světové války

Americká protijaponská propaganda, která žádá pomstu za Bataanský pochod smrti z roku 1942

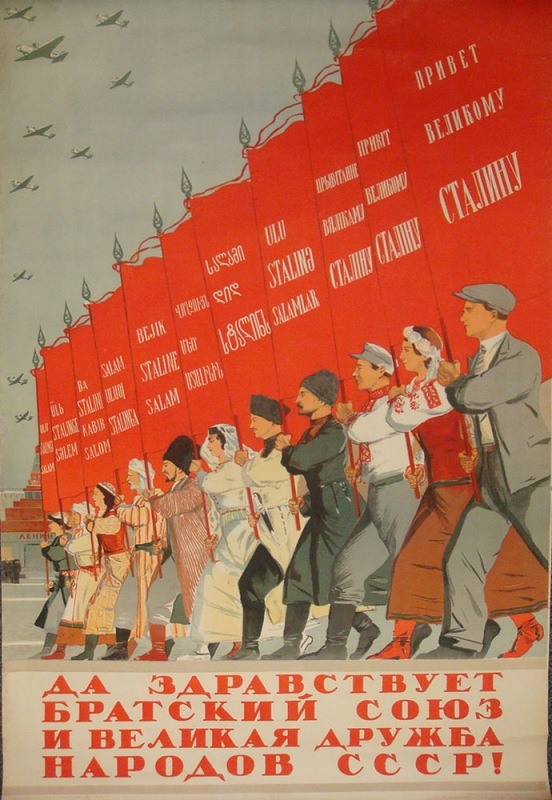
Sovětská propaganda oslavující jednotu sovětských republik

- Bílá propaganda – pochází z identifikovatelného zdroje (např. ministerstvo propagandy), používá relativně věrohodné informace a pracuje s běžně používanými technikami, které jsou příznačné pro dnešní PR praxi, jako je například jednostranná prezentace stanoviska či názoru nebo vyjímání autentických výroků z celkového kontextu.[2] Zároveň je charakterizována jemnějšími metodami přesvědčování, funguje zároveň jako zástěrka pro použití skryté propagandy. O tento typ propagandy se během studené války starala rádia Hlas Ameriky a Rádio Moskva. Obecně se dá ovšem tvrdit, že tento typ propagandy je nejčastěji využíván v době míru.[2]
- Šedá propaganda – cíleně a záměrně šíří nepřesné a mylné informace za účelem zmást nepřítele a způsobit mu (materiální, vojenské, …) ztráty. Na rozdíl od černé propagandy není známo, z jakého zdroje pochází. Nástrojem může být například dosazování pozitivních příběhů o státech nebo soukromých společnostech, o kterých informují média jako o nezávislém sdělení.[2]
- Černá propaganda – vytváří dojem, že pochází ze známého zdroje, ačkoli pochází ze strany jiné; nese silnější sdělení, snaží se ale skrýt své záměry. Může se ovšem také stát, že zdroj propagandy bude zcela jasný a ověřitelný, pokud to propagandistům přijde vhodné.[2] Černá propaganda využívá polopravdy, dezinformací, skandalizaci, fámu apod.

Spolu s rozvojem techniky se mění i způsoby šíření propagandy a možnosti zasáhnout co nejširší spektrum obyvatelstva. V dnešním světě získává stále větší význam satelitní televize nebo internet.

### Typologie podle Jacquese Ellula
Propagandista dle Ellula postupně "buduje své techniky na základě znalostí o člověku, jeho touhách, jeho potřebách, jeho psychických mechanismech, jeho formováním – a stejně tak na sociální psychologii a hlubinné psychologii". Úspěšná propaganda obklopuje člověka idejemi a pocity, které útočí na jeho vědomí i nevědomí a zasahuje jeho soukromý i veřejný život.
- Politická propaganda - "zahrnuje postupy k ovlivňování, jež vycházejí od vládnoucí strany, veřejné správy a nátlakových skupin a vedou ke změně chování veřejnosti. Metody jsou vybrány záměrně a promyšleně; [a] ačkoliv jsou požadované cíle celkově omezené, jsou jasně rozlišené a vcelku přesně určené."[3]
- Sociologická propaganda - "prostřednictvím hospodářských a politických struktur je etablována určitá ideologie, která vede k aktivní účasti mas a přizpůsobení jednotlivců. Je důležité zajistit, aby jedinec aktivně participoval a byl přizpůsoben co možná nejvíce na určitý sociologický obsah."[3]
- Agitační propaganda - "tento druh propagandy značně souvisí s revolucemi a snahami o změnu stávajícího systému nebo vlády. Podněcování nepokojů a revolucí jde směrem od propagandisty a hnacím motorem, případně nástrojem, pro získání nových stoupenců revoluce bývá podněcování nenávisti. Podle Ellula se tento typ propagandy vyskytoval prakticky při všech revolucích počínaje Spartakovým povstáním. Při agitacích dochází rovněž k využívání emocionálně založených sloganů a různých druhů polopravd."[2]
- Integrační propaganda - je "propagandou rozvinutých národů a je charakteristická pro naši civilizaci" Ellul uvádí, že tento typ propagandy neexistoval před 20. stoletím.[3] "Jejím hlavním cílem je však posilovat kulturní normy, a to především ve smyslu stabilizace a unifikace skupin a jedinců ve společnosti. Je vyzrálejší, mnohem hůře rozpoznatelná a také mnohem trvalejší než například agitační propaganda."[2] Sociologickou a integrační propagandu Ellul seskupuje do horizontálního typu propagandy. Takové propagandy jsou dlouhodobé, iracionální, nepřímé a nepoznatelné v každodenním životě. Potřebují k úspěchu velký počet lidských zdrojů, uspořádaných do malých skupin, ve kterých jsou si jejich členové rovni. Politickou a agitační propagandu sdružuje do propagandy vertikální, ty jsou naopak přímé a krátkodobého charakteru. Potřebuje obrovský mediální aparát, díky kterému působí na masy shora.[2]

## Využití propagandy
Americká Central Intelligence Agency (CIA) vytvořila během studené války celosvětovou propagandistickou síť. Mezi státy, které využívají média a sociální sítě k šíření státní propagandy a prokazatelně investují do propagandistických médií (třeba i v zahraničí), patří například KLDR, Spojené státy americké, Turecko, Saúdská Arábie, Rusko, Indie, Vietnam, Venezuela, Kuba, Izrael, Sýrie, Írán, Čína nebo Eritrea.